# Jovellar
Pour le militaire et homme politique espagnol, voir Joaquín Jovellar.
Jovellar est une municipalité de la province d'Albay, aux Philippines. Elle a été nommée en l'honneur du gouverneur général espagnol Don Joaquín Jovellar.

Sa population est de 16 899 habitants au recensement de 2010 sur une superficie de 105 km2, subdivisée en 23 barangays.